# الكلية التقنية بجدة
الكلية التقنية بجدة هي إحدى الكليات التقنية التابعة للمؤسسة العامة للتدريب التقني والمهني بالمملكة العربية السعودية بمدينة جدة. تأسست الكلية التقنية بمحافظة جدة عام 1407هـ وتقع في جنوب مدينة جدة طريق الحرمين الشريفين المتجه إلى مكة المكرمة غرب مدينة الملك عبدالعزيز الطبية حي أبو جعالة.

## الرسالة
تتلخص رسالة الكلية التقنية بجدة في الآتي:
- تقديم البرامج التدريبية التقنية والمهنية الموائمة لمتطلبات سوق العمل.
- تأهيل المتدربين بالمعارف والمهارات والتقنيات الحديثة في بيئة محفزة وآمنة.
- دعم التعاون مع كليات تقنية محلية وعالمية لتبادل المعارف والخبرات وتطوير البرامج التدريبية في ضوء المعايير المحلية والعالمية.
- تعزيز وتوطيد العلاقات الجيدة مع القطاع الخاص والعام لدعم التدريب والتوظيف وتطوير البرامج.
- توعية المجتمع بأهمية البرامج التدريبية التقنية والمهنية وفرص التوظيف.
- تقديم البرامج التدريبية الخاصة والخدمات الاستشارية التي تخدم المجتمع وسوق العمل.

### القيم
- أخلاقيات العمل: الالتزام بالسلوك القويم، والأخلاق المهنية المبنية على الإخلاص، العدل، الانضباط، الإتقان، المسؤولية، الشفافية، حسن الخلق.

- الامتياز: نسعى إلى التفوق في ما نقوم به من أعمال من خلال تطوير مهاراتنا وتحسين أعمالنا باستمرار.

- الإبداع: نتبنى ثقافة التفكير الإبداعي وتشجيع المبادرات والأفكار الإبداعية، التي تسهم في تطوير العملية التدريبية وخدمة سوق

- الاستجابة: التجاوب الفعال مع متطلبات سوق العمل، المجتمع والعملاء.

وتعتبر الكلية إحدى الكليات التقنية التابعة للمؤسسة العامة للتدريب التقني والمهني بالمملكة العربية السعودية. تعتبر الكلية من أكبر هذه الكليات من حيث أعداد المتدربين تأسست الكلية التقنية بمحافظة جدة عام 1407هـ وتقع بطريق جدة-مكة السريع، مقابل المدينة الطبيه وعدد المتدربين بالكلية 7000متدرب ويبلغ عدد المدربين500 في مختلف التخصصات التقنية.

## أقسام الكلية
ويوجد بالكلية الأقسام التدريبية التالية وهي:
قسم التقنية الكهربائية: ويحتوي على تخصص واحد هو
- قوى القوى الكهربائية

- قسم التقنية الميكانيكية: ويحتوي على تخصصين وهي

- تخصص الإنتاج
- تخصص التبريد والتكييف

- قسم تقنية المحركات والمركبات.
- قسم التقنية الإدارية: ويحتوي على ثلاث تخصصات وهي

- تخصص المحاسبة
- تخصص التسويق
- تخصص الإدارة الماليه

- قسم التقنية المدنية والمعمارية: ويحتوي على تخصصين هما

- تخصص التقنية المدنية
- تخصص التقنية الهندسيه

- قسم تقنية السياحة والضيافة: ويحتوي على تخصصين هما

- تخصص السفر والسياحة
- تخصص فندقة

بالإضافة إلى مركزالدراسات العامة ومركز اللغة الإنجليزية وفرع تقنية المعلومات بجدة

## شروط القبول في الكلية
1.أن يكون المتقدم سعودي الجنسية ويجوز عدم قبول غير السعوديين وفقا للتعليمات المنظمة لذلك.
2.أن لا يكون لدى المتقدم شهادة تدريب تقنية أو فنية أو مهنية سابقة تعادل أو تفوق مستوى الشهادة المتقدمة عليها.
3.أن يكون حاصلا على شهادة الثانوية العامة أو ما يعادلها أو دبلوم المعاهد الثانوية الصناعية أو المعاهد العلمية أو دبلوم المعاهد المهنية الصناعية (10) فترات أو (6) فصول تدريبية ثلثية.
4.أن لا يزيد عمر المتقدم عن 30 سنة عند تاريخ التقديم لبرنامج الانتظام
5.أن يكون حسن السيرة والسلوك.
6.أن يكون لائقا طبيا بما يناسب مع التخصص المتقدم له
7.أن يكون متفرغا كليا للتدريب حسب التعليمات المنظمة لذلك ماعدا برنامج التدريب الموازي والموظفين الموفدين.
8.يتم قبول الموظف الموفد من قبل المؤسسة بالتنسيق مع الكلية مباشر (بعد صدور قرار الابتعاث والإيفاد) وإحاطة الإدارة العامة لخدمات المتدربين بذلك (بدون رسوم).
9.يجوز قبول الموفدين أو المبتعثين من القطاع العام أو الخاص بالتدريب الصباحي شريطة حصوله على موافقة مرجعه للتدريب حسب التعليمات المنظمة لذلك
10.قبول موظفي الجهات الموقعة اتفاقيات مع المؤسسة (الشركة السعودية للكهرباء)و(جمعية الأمير فهد بن سلمان الخيرية لرعاية المصابين بمرض الفشل الكلوي)(يتم التنسيق رسميا مع الإدارة العامة لخدمات المتدربين لاستثنائهم من بعض الشروط).
11.قبول ذوي الاحتياجات الخاص من ذوي الإعاقة الجسدية,(يتم التقديم للوحدة التدريبية مباشرة ليتم عرضها على اللجنة قبل توجيههم للتخصص المناسب وإمكانات الوحدة لتنفيذه).
12.ألا يكون مفصولا لأي سبب من أي كلية تقنية من قبل.
13.ألايكون مفصولا لأي سبب تأديبي من أي جهة تعليمية من قبل
14.أن يستوفي الشروط المعلنة عند تقديم أورقه.
15. قبول أبناء شهداء الواجب يتم عند طريق الوحدة التدريبية بما يثبت ذلك من الجهة الحكومية ذات العلاقة.
لمزيد من المعلومات زيارة موقع الكلية على الرابط التالي

## الوصلات الخارجية
الموقع الرسمي للكلية التقنية بجدة 